# Alfred Kiel
Alfred Heinrich Kiel (* 22. Mai 1878 in Nordhausen; † 26. April 1954 in Butzbach) war ein hessischer Politiker (SPD) und ehemaliger Abgeordneter des Landtags des Volksstaates Hessen in der Weimarer Republik.
Über die Familie von Alfred Kiel ist wenig bekannt. Der Name der Mutter war Auguste Kiel. Alfred Kiel, der evangelischer Konfession war, war mit Therese geborene Ader verheiratet.
Alfred Kiel arbeitete nach dem Abschluss der Volksschule bis 1914 als Zigarrenarbeiter. 1901 bis 1914 war er Vorstandsmitglied verschiedener Filialen des Tabakarbeiterverbands. März 1914 bis 1929 arbeitete er als hauptamtlicher Gauleiter des Tabakarbeiterverbands mit Sitz in Gießen. Dort war er 1919 bis 1925 Stadtverordneter in Gießen. 1929 bis 1933 war er Sekretär im Hauptvorstand des Tabakarbeiterverbands mit Sitz in Bremen und zugleich Inhaber eines Kaffeeversandgeschäftes. Zwischen 1919 und 1927 war er drei Wahlperioden lang Landtagsabgeordneter.
Nach der Machtergreifung der Nationalsozialisten konnte er seine politische Arbeit nicht fortsetzen. Im Mai 1933 und August 1944 war er kurz in Haft.
Nach 1945 wurde er wieder politisch und gewerkschaftlich tätig. In Butzbach wohnhaft war er 1950 bis 1951 Landesvorsitzender der Industriegewerkschaft des Nahrungs-, Genußmittel- und Gaststättengewerbes in Hessen. Er war Mitglied des Kreistags in Friedberg. 1947 bis 1948 war er Vorsitzender der Spruchkammer für den Kreis Friedberg und seit November 1948 stellvertretendes Mitglied des hessischen Staatsgerichtshofes.